# Star J娛樂
Star J Entertainment（韓語：스타제이엔터테인먼트）是韓國的經紀公司。成立在1996年，包括藝人管理等，當紅藝人包括演員秀愛、蘇有珍、王智慧等多名演員。

## 過往演員
- 秀愛
- 王智慧
- 梁東根
- 張東健
- 元斌
- 李廷鎮
- 李棟旭
- 趙顯宰
- 金南佶
- 高素榮
- 李丞涓
- 沈銀河
- 尹孫河
- 崔江姬
- 李奈映
- 李真
- 韓彩英
- 李昭娟
- 李海宇
- 李洙赫
- 蘇有珍
- 張智恩

## 外部連結
- 官方Facebook（页面存档备份，存于）